# West Clarkston-Highland
West Clarkston-Highland – jednostka osadnicza w Stanach Zjednoczonych, w stanie Waszyngton, w hrabstwie Asotin.